# Litjnoje delo sudji Ivanovoj
Litjnoje delo sudji Ivanovoj (russisk: Личное дело судьи Ивановой) er en sovjetisk spillefilm fra 1985 af Ilja Fres.

## Medvirkende
- Natalja Gundareva som Ljubov Grigorjevna Ivanova
- Sergej Sjakurov som Sergej Ivanov
- Oksana Datskaja som Lena Ivanova
- Lilija Gritsenko
- Marina Zudina som Olga Nikolaevna